# Schefflera bonita
Schefflera bonita är en araliaväxtart som beskrevs av José Cuatrecasas. Schefflera bonita ingår i släktet Schefflera och familjen araliaväxter.
Artens utbredningsområde är Colombia. Inga underarter finns listade.